# وشتندورف، تیرول
وشتندورف تیرول (به آلمانی: Westendorf) یک منطقهٔ مسکونی در اتریش است که در کیتسبول واقع شده‌است. وشتندورف تیرول ۹۵٫۵۲ کیلومتر مربع مساحت دارد ۷۸۳ متر بالاتر از سطح دریا واقع شده‌است.